# جون وايت (كاتب)
جون وايت (بالإنجليزية: John White)‏ (و. 1924 – 2002 م) هو كاتب كندي، ولد في ليفربول، توفي في فانكوفر، عن عمر يناهز 78 عاماً، بسبب مرض آلزهايمر.

## التعليم
تعلم في جامعة مانشستر.